# Kentucky zászlaja
Az állam pecsétjét 1792-ben adoptálták. Felette az állam neve jelenik meg, alatta pedig aranyvesszőág, az állam jelképe. Az egymást megölelő két barát alakja az állam mottójára utal („Együtt állva maradunk, megosztva elbukunk”, az eredeti angol szöveg így szól:  "United We Stand, Divided We Fall"). A zászlót 1918. március 26-án vezették be.
A zászló arányai: 10:19.